# منتخب كمبوديا لاتحاد الرغبي
منتخب كمبوديا الوطني لاتحاد الرغبي هو ممثل الرسمي في المنافسات الدولية في اتحاد الرغبي .